# Farysia butleri
Farysia butleri är en svampart som först beskrevs av Syd. & P. Syd., och fick sitt nu gällande namn av Syd. & P. Syd. 1919. Farysia butleri ingår i släktet Farysia och familjen Anthracoideaceae.   Inga underarter finns listade i Catalogue of Life.